# Raptrix fusca
Raptrix fusca es una especie de mantis de la familia Acanthopidae.

## Distribución geográfica
Se encuentra en Bolivia, Brasil, Guayana Francesa,  Guyana, Surinam y Venezuela.